# Réka Forika
Réka Forika (nazwisko panieńskie: Ferencz) (ur. 29 marca 1989 w Gheorgheni) – rumuńska biathlonistka, wywodząca się z Seklerów. Mistrzyni świata juniorów w biegu indywidualnym z Torsby. Jest także trzykrotną brązową medalistką mistrzostw Europy w sztafecie. Uczestniczka zimowych igrzysk olimpijskich w Vancouver.

## Osiągnięcia

### Zimowe Igrzyska Olimpijskie
| 2010 Vancouver/Whistler (Kanada) | 74. miejsce (IN), 10. miejsce (RL) |

### Puchar Świata

#### Miejsca w klasyfikacji generalnej
| Sezon     | Miejsce |
| --------- | ------- |
| 2009/2010 | 99.     |
| 2011/2012 | 82.     |

### Mistrzostwa świata juniorów
| 2007 Martello (Włochy)   | 35. miejsce (IN), 14. miejsce (SP), 12. miejsce (PU), 12. miejsce (RL) |
| 2008 Ruhpolding (Niemcy) | 7. miejsce (IN), 22. miejsce (SP), 8. miejsce (PU), 6. miejsce (RL)    |
| 2009 Canmore (Kanada)    | 32. miejsce (IN), 4. miejsce (SP), 12. miejsce (PU), 9. miejsce (RL)   |
| 2010 Torsby (Szwecja)    | 1. miejsce (IN), 17. miejsce (SP), 7. miejsce (PU)                     |

### Mistrzostwa Europy
| 2006 Langdorf-Arberse (Niemcy) | 36. miejsce (IN), 25. miejsce (SP), 18. miejsce (PU), 6. miejsce (RL) |
| 2008 Nove Mesto (Czechy)       | 16. miejsce (IN), 16. miejsce (SP), 10. miejsce (PU), 3. miejsce (RL) |
| 2009 Ufa (Rosja)               | 9. miejsce (IN), DNS (SP), 3. miejsce (RL)                            |
| 2010 Otepää (Estonia)          | 17. miejsce (IN), 11. miejsce (SP), 6. miejsce (PU), 3. miejsce (RL)  |

### Puchar IBU
| Sezon     | Miejsce |
| --------- | ------- |
| 2008/2009 | 130     |
| 2009/2010 | 146     |